# Adenanthos venosus
Adenanthos venosus (лат.) — кустарник, вид рода Аденантос (Adenanthos) семейства Протейные (Proteaceae), произрастающий в Западной Австралии. Куст высотой 0,4-2,0 м с красными или розовыми цветущими в зимние месяцы соцветиями, которые становятся серо-белыми с мая по декабрь.

## Ботаническое описание
Adenanthos venosus — невысокий кустарник 0,4-2,0 м в высоту. Листья широкоовальные, заканчивающиеся острым кончиком, с многочисленными продольными жилками. Небольшие тускло-красные цветки слегка опушённые. Цветение начинается в январе и заканчивается в декабре.

## Распространение и местообитание
A. venosus — эндемик Западной Австралии. Произрастает в юго-западной ботанической провинции Берда в субрегионе Фицджералд биорегиона Эсперанс-Плейнс. Растёт среди кварцитовых пород и на горных песчаниковых хребтах.

## Охранный статус
Международный союз охраны природы классифицирует природоохранный статус вида как «вызывающий наименьшие опасения».